# Кадельбоско-ді-Сопра
Кадельбоско-ді-Сопра (італ. Cadelbosco di Sopra) — муніципалітет в Італії, у регіоні Емілія-Романья,  провінція Реджо-Емілія.
Кадельбоско-ді-Сопра розташоване на відстані близько 360 км на північний захід від Рима, 70 км на північний захід від Болоньї, 8 км на північ від Реджо-нелль'Емілії.
Населення — 10 610 осіб (2014).
Щорічний фестиваль відбувається 6 квітня. Покровитель — San Celestino.

## Демографія
Населення за роками:

Станом на 1 січня 2023 року в муніципалітеті офіційно проживало 1126 іноземців з 62 країн, серед них 216 громадян країн Євросоюзу та 116 громадян України.

## Сусідні муніципалітети
- Баньоло-ін-П'яно
- Кампеджине
- Кастельново-ді-Сотто
- Гуальтієрі
- Гуасталла
- Новеллара
- Реджо-нель-Емілія